# Dieci punti del comunismo
I dieci punti del comunismo, che compaiono all'interno del secondo capitolo del Manifesto del Partito Comunista (1848) di Marx e Engels, costituiscono una sorta di "decalogo" del comunismo. Questi dieci punti, all'epoca della stesura del Manifesto, avevano valore di programma rivoluzionario per i Paesi più progrediti. Attraverso queste dieci misure si sarebbe attuata quella che in seguito Marx avrebbe denominato dittatura del proletariato. Gli stessi autori però ammettono la sostanziale limitatezza di questi principi, in quanto erano ben consci del fatto che sono storicamente determinati e quindi non applicabili in ogni circostanza storica.
I dieci punti sono:
1. Espropriazione della proprietà fondiaria ed impiego della rendita fondiaria per le spese dello Stato.
2. Imposta fortemente progressiva.
3. Abolizione del diritto di successione.
4. Confisca della proprietà di tutti gli emigrati e ribelli.
5. Accentramento del credito in mano allo Stato mediante una banca nazionale con capitale dello Stato e monopolio esclusivo.
6. Accentramento di tutti i mezzi di trasporto in mano allo Stato.
7. Moltiplicazione delle fabbriche nazionali, degli strumenti di produzione, dissodamento e miglioramento dei terreni secondo un piano collettivo.
8. Eguale obbligo di lavoro per tutti, costituzione di eserciti industriali, specialmente per l'agricoltura.
9. Unificazione dell'esercizio dell'agricoltura e dell'industria, misure atte ad eliminare gradualmente l'antagonismo fra città e campagna.
10. Istruzione pubblica e gratuita di tutti i fanciulli. Eliminazione del lavoro dei fanciulli nelle fabbriche nella sua forma attuale.

Gli Stati marxisti-leninisti del Novecento (Unione Sovietica e Paesi satelliti, Cina, Corea del Nord e Cuba) hanno preso però  alla lettera questi dieci punti, ritenendoli una sorta di dogma (un vero e proprio  "decalogo" del comunismo) ed hanno cercato di applicarli per modernizzare e industrializzare i loro Paesi. Essi costituiscono ancora oggigiorno i principi più importanti del comunismo per la maggior parte delle persone di media cultura del mondo occidentale. 
Concetto marxiano invece meno compreso è quello della società senza classi, secondo cui lo Stato è destinato a estinguersi, dando luogo alla libera associazione dei produttori. Su questo concetto è illuminante la Critica del Programma di Gotha (1875), in cui peraltro Marx distingue anche il socialismo dal comunismo. 
Quando dunque si parla statalizzazione dei mezzi di produzione, si allude pertanto da parte di molti intellettuali (soprattutto fra gli avversari del marxismo), implicitamente, a questa sorta di "decalogo", che Marx e Engels hanno fornito. Questo fu ripreso da Lenin          (marxismo-leninismo), che ne diede un'interpretazione maggiormente politica, più che economica.
In ogni modo questo decalogo è considerato l'emblema dello statalismo marxista-leninista. Una certa parte della critica infatti fu influenzata dal neoliberismo, che a partire dalla "caduta del Muro di Berlino" (1989), ma soprattutto dagli inizi del XXI secolo, ha trovato in questa statalizzazione dei mezzi di produzione, intesa come dominio e intervento dello Stato (sia dal punto di vista politico sia economico), un'eco della concezione dello Stato etico di Georg Wilhelm Friedrich Hegel. 
Questo statalismo avrebbe caratterizzato soprattutto l'Unione Sovietica, dopo la morte di Vladimir Lenin, con l'avvento di Iosif Stalin e, in seguito, negli anni della "grande stagnazione" (1964–1982), con Leonid Il'ič Brežnev.